# Гарги, Балвант

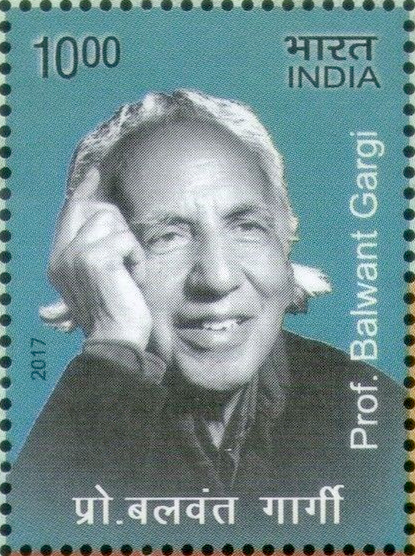
Гарги Балвант на почтовой марке Индии. 2017 г.

Балвант Гарги (в.-пандж. ਬਲਵੰਤ ਗਾਰਗੀ; 4 декабря 1916, Бхатинда, Барнала, Пенджаб — 22 апреля 2003, Мумбаи) — пенджабский писатель
, драматург, театральный режиссёр. Один из зачинателей драматургии на языке пенджаби. Лауреат высшей литературной награды Индии «Sahitya Akademi Award» (1962).

## Биография
Образование получил в Государственном колледже Лахора и христианском колледже Формана там же, где получил степень магистра английской филологии и политологии. Позже изучал театральное искусство.
Поставил несколько пьес.
В 1966—1967 годах — приглашённый профессор в Вашингтонском университете.
Читал лекции в Гарвардском и Йельском университетах, Тринити и Вассарском колледжах.
Был основателем и руководителем факультета индийского театра Пенджабского университета в Чандигархе. В числе его учеников Анупам Кхер, Кирон Кхер и Пунам Дхиллон.

## Творчество
Автор ряда пьес, коротких рассказов, работ по истории театра и кино в Индии, литературно-критических очерков. 
Основная проблематика художественного творчества Гарги Балванта — преодоление феодальных пережитков, социальные преобразования в жизни пенджабской деревни.
На сцене театров СССР были поставлены его пьесы «Кесро» (1952; в 1958 на сцене Таджикского академического драматического театра им. А. Лахути, Сталинабад под названием «Женщина из Пенджаба»), «Сонни и Махиваль» (театр «Ромэн», Москва).

## Избранные произведения
- «Nangi Dhup» (автобиография),
- «Loha Kutt»,
- «Husin Chehere Kesro»,
- «Kanak Balli»,
- «Soni Mahiwal»,
- «Sultan Razia»,
- «Soukan»,
- «Mirza Sahiba»,
- «Dhooni di Agg»,
- «Mircha Wala Sadh»,
- «Pattan di Berhi»,
- «Kuari Disi»,
- «Folk Theatre of India»,
- «The Naked Triangle».
- «Кино Индии» (изд. на рус. языке, 1958),
- «Театр и танец Индии» (на рус. языке, 1963).

## Награды
- премия Литературной академии Индии (1962)
- Падма Шри (1972)
- премия академии Сангит Натак (1998)